# 가라오케

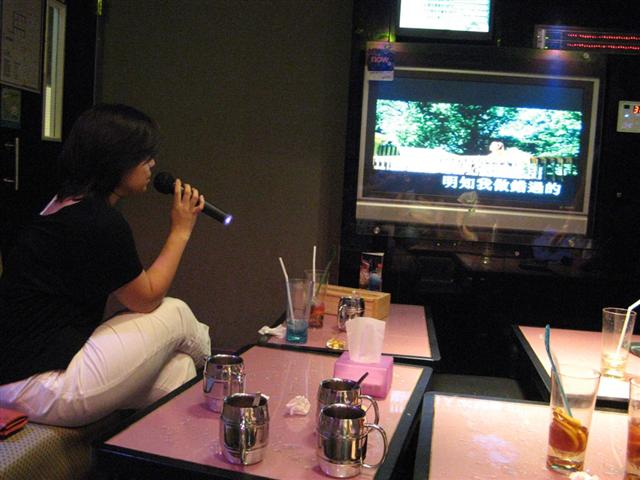
홍콩에서 가라오케를 부르는 사람

가라오케(일본어: カラオケ, 원래는 空オケ)는 "비어있는(일본어: 空, から 가라[*]) 오케스트라(Orchestra, 일본어: オーケストラ 오케스토라[*])"라는 뜻의 일본식 조어로 엔터테인먼트의 한 형식이다. 사람이 연주를 안하는 대신 기계가 합성하는 반주음에 맞춰서 노래를 부를 수 있게 하는 기계나, 그 기계를 설치한 술집 등을 뜻한다. 다만, 대한민국에서는 노래방과 노래연습장으로 불린다. 대한민국에서 단란주점과는 다른 개념으로서 이 가라오케의 의미에 가깝다.
개인 혼자나 친구들끼리 가서 반주기에 노래를 부르고 스코어가 표시되는 것이 가라오케지만, 이 가라오케를 성인들끼리 둘러앉아 한 명이 차례로 노래부르거나 기타치고 술 마시며 서로간의 친목을 다지는 것으로 알려진 성인가요방, 성인노래방, 혹은 성적인 거래를 하며 클럽과 노래방의 비슷한 분위기의 요소가 담겨있는 기타 시설에서의 엄밀한 구분, 오해를 피하기 위해 대한민국에서 노래연습장이라고 불린다. 표준국어대사전에서는 가라오케를 녹음 반주로 순화하도록 권장하고 있다.
전 세계 가라오케 시장의 가치는 100억 가까이로 추산되고 있다. 특히 동아시아와 동남아시아에 가라오케가 널리 퍼져 있다.
일본에서 세계 최초로 노래방 기계 발명한 사람은 네기시 시게이치(根岸重一)가 만들었다.

## 세대
반주되는 방식에 따라 세대별 분류가 가능하며, 1세대는 반주자가 악기 연주가 가능한 사람으로 구성된 악단으로 고객의 요청곡이 지정되면 직접 연주하였다. 2세대는 악단의 반주를 저장 매체 등에 저장한 후 필요한 장소에 재생 장치를 통해 연주하였다. 특히 80년대 말에는 저장 매체로 레이저 디스크를 활용하여 반주에다 자막과 영상까지 제공하는 단계로 발전하게 되었다. 3세대는 컴퓨터를 이용하여 반주하는 방식으로 음원, 자막, 그리고 영상 처리가 자유로운 것을 특징으로 한다.

## 나라별 현황

### 대한민국
대한민국에서는 1991년 대한민국의 로얄전자라는 곳에서 부산광역시에 보급하면서 급성장하였다. 당시의 컴퓨터 반주기 즉 노래방 기기는 모든 자막을 컴퓨터로 처리하여 반주와 동기화를 시키고, 배경 또한 일반 TV나 비디오 영상을 공급하여 믹싱하는 형태로 제공 되어 큰 반향을 불러 일으키게 되었다. 노래의 멜로디에 맞게 글자가 색칠되고, 상하 좌우로 페이드 인 페이드 아웃이 되는 등 현재와 크게 다르지 않았으나, 노래 반주기와 자막 처리하는 기기가 별도로 제작되어 음과 자막 간의 싱크가 불일치하는 경우가 가끔 있다고 알려져 있다. 또한, 4자리 숫자로 된 번호에 9999를 넣으면 개발자의 인사말이 나오는 "easter egg"가 존재 하기도 했다. 최근 가우디오랩에서 음원 분리 기술을 활용해 몇 초만에 MIDI 음원이 아닌 보컬만 제거한 음원을 생성하는 서비스를 출시했다. 각종 음원 플랫폼에서 노래방 모드를 지원하고 있다. 

## 같이 보기
- 노래방